# Megalorchestia corniculata
Megalorchestia corniculata är en kräftdjursart som först beskrevs av Stout 1913.  Megalorchestia corniculata ingår i släktet Megalorchestia och familjen tångloppor. Inga underarter finns listade i Catalogue of Life.